# Liga de la Juventud Somalí
La Liga de la Juventud Somalí (LJS) (en somalí: Ururka Dhalinyarada Soomaaliyeed, en italiano: Lega dei Giovani Somali o Lega Somala della Gioventù), fue el principal partido político de Somalia entre los años 1949 y 1969.

## Historia
Somalia estuvo bajo mandato británico de 1941 a 1950. En 1943 se formó en Mogadiscio el Club de los Jóvenes Somalíes (Somalia Youth Club) que formó partido en 1947 con el nombre 'Juventud Somalí', alentados por las autoridades británicas. El partido abrió oficinas en la Somalia Británica, la Somalia Italiana, el Ogadén, y en el Distrito de la Frontera Norte de la Colonia y Protectorado de Kenia, puesto que tenía como objetivo crear un estado único para todos los somalíes, y estaba en oposición a los clanes. Aunque tuvo cierta popularidad en la Somalia Británica su base principal fue la Somalia Italiana.
En 1945 a la Conferencia de Potsdam se decidió que Italia no recuperaría Somalia, pero el inicio de la guerra fría en 1948 modificó la situación y en noviembre de 1949 la ONU concedió el mandato por diez años a los italianos. La liga, y también el Hizbia Digil Mirifle Somalí (Partido Digil-Mirifle) y la Liga Nacional Somalí (issaq) exigieron que al final de los diez años fuera concedida la independencia
El 1 de julio de 1960 se formó el primer gobierno unido de Somalia con Aden Abdullah Osman Daar como Presidente, y Abdirashid Ali Shermarke como primer ministro (después presidente de 1967 a 1969), los dos de la Liga. La constitución fue ratificada en referéndum en 1961.
Las primeras elecciones se hicieron el 1964 y la LJS obtuvo 69 de los 123 escaños en juego, y todavía después algunos partidos menores (de los 11 que obtuvieron representación), la apoyaron. También tuvo mayoría en las elecciones de marzo de 1969, pero poco después (octubre) un golpe de Estado militar comunista dirigido por el general Siad Barre derrocó en el gobierno y los partidos políticos fueron prohibidos.

## Líderes
Presidentes de Somalia:
- Aden Abdullah Osman Daar: 1960 – 1967
- Abdirashid Ali Shermarke: 1967 – 1969

Primeros Ministros:
- Abdullahi Isse Mohammed: 1949 - 1960
- Abdirashid Ali Shermarke: 1960 - 1964
- Abdirizak Haji Hussein: 1964 - 1967
- Muhammad Haji Ibrahim Egal 1967 - 1969